# Науковий центр точного машинобудування (Україна)
Державне підприємство «Науковий центр точного машинобудування» (НЦТМ) створений в квітні 2000 року в результаті реорганізації державної акціонерної холдингової компанії «Київський радіозавод» і підпорядкований Національному космічному агентству України.

## Сфера діяльності НЦТМ
Науковий центр точного машинобудування займається проведенням досліджень та розробки в області природничих та технічних наук, виготовленням установок для утилізації підривних пристроїв, контактних нагрівачів, установок для утилізації відходів. НЦТМ практично не має замовлень за своїм основним профілем діяльності — космічним, тому досить успішно працює в інтересах Міністерства оборони України з тематики нових видів стрілецького озброєння.
На початку 2000-х років підприємством було створено декілька зразків стрілецької зброї для оснащення власних Збройних сил, в результаті з'явилися автомат Вепр та снайперські гвинтівки Вепр-2 та Вепр-3. Всі ці зразки сімейства Вепр були створені за компоновкою «Bull-pup» на базі автоматів Калашникова. А у 2005 році НЦТМ презентував новий автомат Вулкан-М (Малюк) у двох варіантах (калібрів 5,45 та 7,62 мм) на базі автомата Вепр.

## Продукція

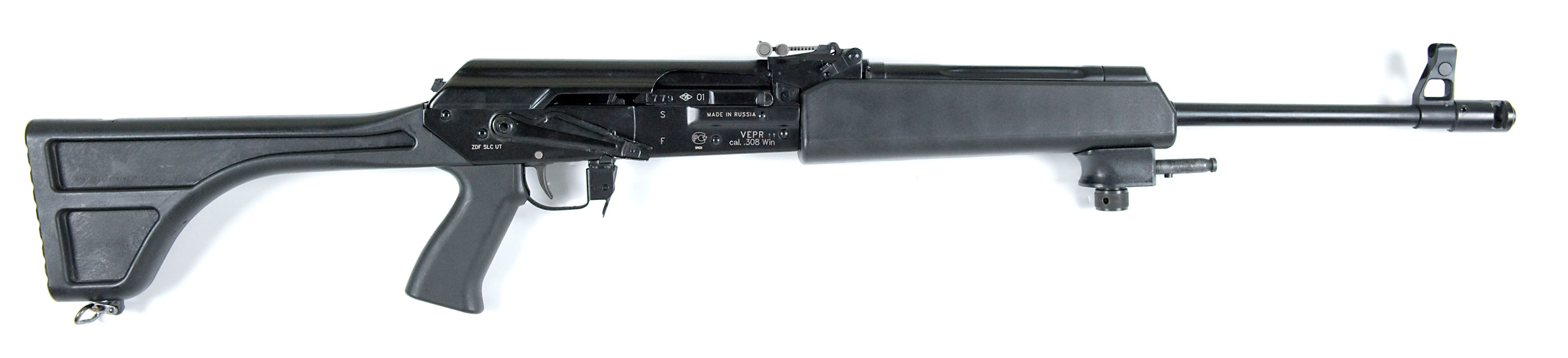
Вепр (автомат)